# Sint-Servaaskerk (Schaarbeek)

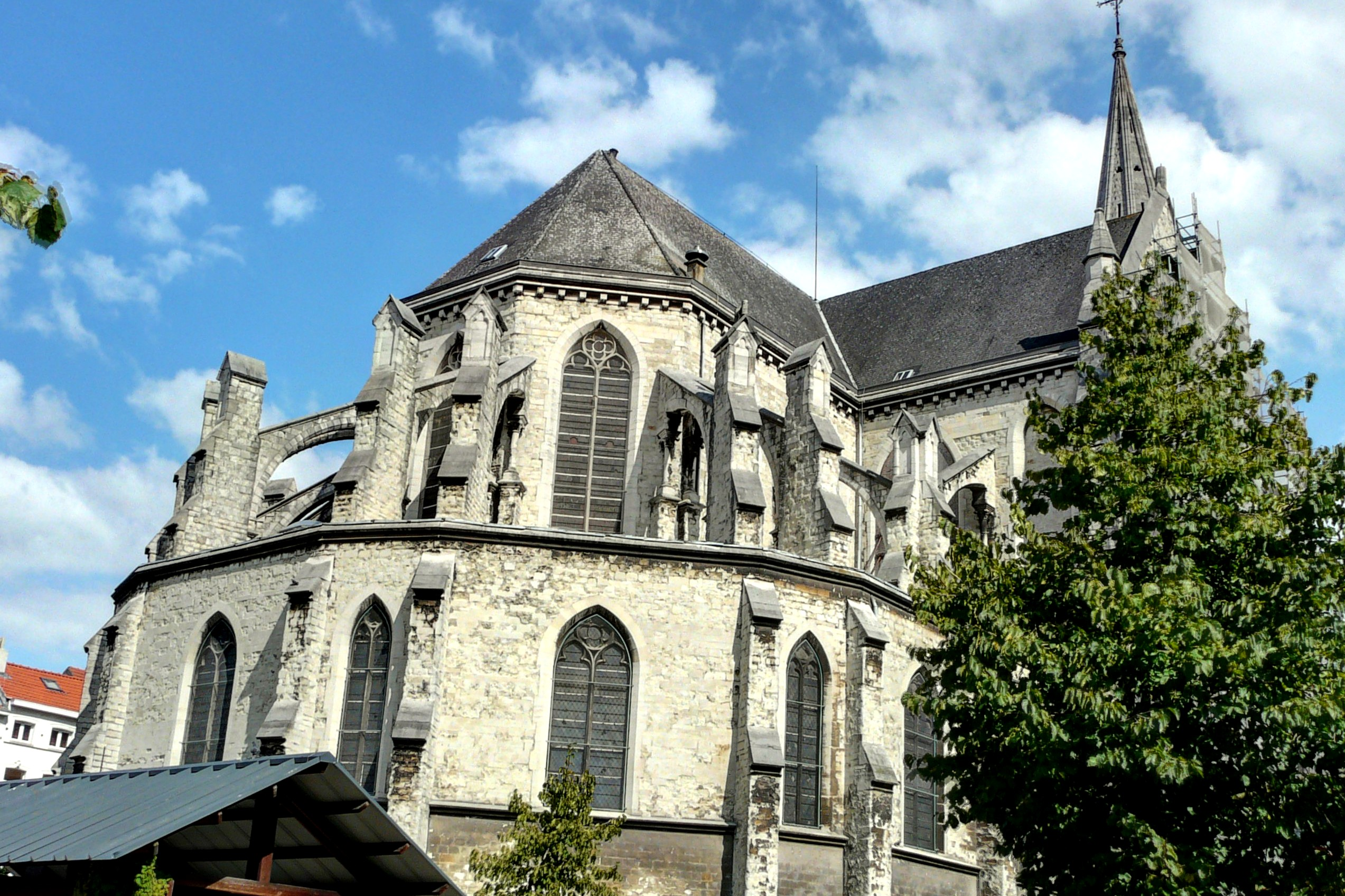
Zicht op het koor

De Sint-Servaaskerk (Frans: Église Saint-Servais) is een rooms-katholiek kerkgebouw in de Belgische gemeente Schaarbeek, aan Haachtsesteenweg 301.
Vroeger stond te Schaarbeek een laatgotische kerk, die echter in 1905 werd afgebroken. Deze kerk, die eeuwenlang de parochiekerk van Schaarbeek is geweest, bevond zich ter hoogte van de tegenwoordige Louis Bertrandlaan. De huidige, grotere, kerk werd gebouwd van 1871-1876 en architect was Gustave Hansotte.
Het betreft een grote basilicale kruiskerk waaraan vooral de steunberen en luchtbogen opvallen. Als bouwmateriaal werd natuursteen gebruikt. De voorgevel is symmetrisch met drie ingangsportalen en een hoge portaaltoren.
Veel kunstwerken uit de oude kerk, zoals schilderijen en edelsmeedwerk, werden naar de nieuwe kerk overgebracht. Van de schilderwerken kunnen genoemd worden: Ecce homo (laat-16e-eeuws); Onze-Lieve-Vrouw met Kind vereerd door Sint-Servaas (1661); Tenhemelopneming van Maria door Gaspar de Crayer (1663); Aankondiging aan Maria door Jan Boeckhorst (1664) (Vlaamse Meesters in Situ). 
Er blijft maar een grafsteen vaunuit de oude kerk en haar kerkhof over, degene van de priester Nicolas Most, overleden in 1622.

## Orgel

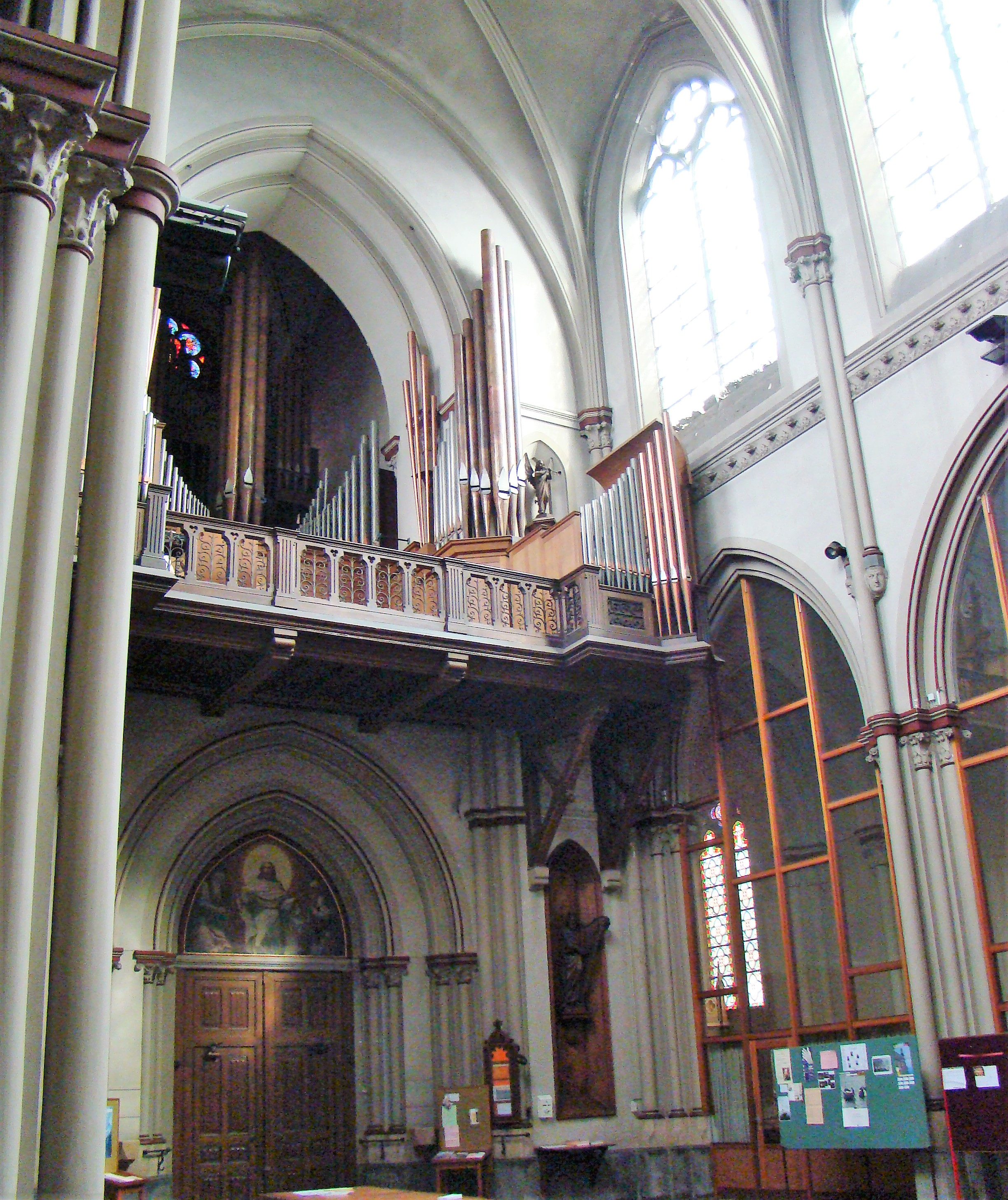
Het orgel

Het orgel is in 1953 gebouwd door firma Klais (Bonn, Duitsland). De tractuur van het orgel is elektro-pneumatisch. Hieronder volgt de dispositie: 
| I Grand-Orgue C-c4 |      |
| Montre             | 16   |
| Bourdon            | 16   |
| Montre             | 8    |
| Flûte Harmonique   | 8    |
| Bourdon            | 8    |
| Flûte Douce        | 8    |
| Prestant           | 4    |
| Flûte à Cheminée   | 4    |
| Quinte             | 2/3' |
| Flûte Creuse       | 2    |
| Fourniture VI-VIII |      |
| Cymbale III-IV     |      |
| Bombarde           | 16   |
| Chalumeau          | 8    |
| Trompette          | 8    |
| Clairon            | 4    |

| II Positif C-c4 |      |
| Principal       | 8    |
| Flûte           | 8    |
| Bourdon Doux    | 8    |
| Octave          | 4    |
| Flûte à Bec     | 4    |
| Doublette       | 2    |
| Flûte Conique   | 2    |
| Larigot         | 1/3' |
| Sifflet         | 1    |
| Sesquialter II  |      |
| Plein-Jeu V-VI  |      |
| Cromorne        | 8    |
| Cor Anglais     | 4    |

| III Récit expressif C-c4 |       |
| Bourdon                  | 16    |
| Diapason                 | 8     |
| Flûte Ouverte            | 8     |
| Corne de Chamois         | 8     |
| Quintaton                | 8     |
| Prestant                 | 4     |
| Flûte Traversière        | 4     |
| Quinte                   | 2/3'  |
| Flûte Champêtre          | 2     |
| Tierce                   | 13/5' |
| Fourniture V             |       |
| Acuta III                |       |
| Basson                   | 16    |
| Trompette                | 8     |
| Hautbois                 | 8     |
| Chalumeau                | 4     |

| IV Oberwerk C-c4 |      |
| Principal        | 8    |
| Flûte à Cheminée | 8    |
| Salicional       | 8    |
| Prestant         | 4    |
| Flûte en Pointe  | 4    |
| Nasard           | 2/3' |
| Doublette        | 2    |
| Fourniture IV-V  |      |
| Cymbale III-IV   |      |
| Dougaine         | 16   |
| Régale           | 8    |

| Pédale C-g1          |        |
| Soubasse             | 32     |
| Principal            | 16     |
| Grosse Flûte         | 16     |
| Soubasse             | 16     |
| Bourdon              | 16     |
| Grosse Quinte        | 102/3' |
| Diapason             | 8      |
| Flûte                | 8      |
| Bourdon              | 8      |
| Prestant             | 4      |
| Flûte                | 4      |
| Flûte Ouverte        | 2      |
| Plein Jeu VI         |        |
| Grosse Fourniture IV |        |
| Contre-Bombarde      | 32     |
| Bombarde             | 16     |
| Trompette            | 8      |
| Clairon              | 4      |
| Chalumeau            | 4      |
| Cornet               | 2      |